# Amauroderma bataanense
Amauroderma bataanense är en svampart som beskrevs av Murrill 1908. Amauroderma bataanense ingår i släktet Amauroderma och familjen Ganodermataceae.   Inga underarter finns listade i Catalogue of Life.